# Musée de la Vie rurale (Steenwerck)
Le musée de la vie rurale est situé dans la commune française de Steenwerck dans le département du Nord en région Hauts-de-France.
Installé dans une ancienne ferme datant du début du XVIIIe siècle, le musée de la Vie Rurale est ouvert au public depuis 1987 grâce à un syndicat d'initiative de la ville de Steenwerck. Il présente aux nouvelles générations les activités de la ferme, les métiers de l'époque, sans oublier la vie d'un village flamand des années 1850 à 1950.
Avec plus de 1 500 m² d'expositions et plus de 6 000 objets, témoins de la ruralité, le musée permet de découvrir ou de redécouvrir le quotidien de la vie agricole : les activités d'une ferme (la porcherie, le grenier à grain, l'écurie, la grange, le potager, le verger, la pâture, les étables, l'arboretum) et de son habitation (la cuisine, la chambre, le salon, le fournil, la buanderie, la cave), la vie d'un village avec ses commerces (l'estaminet, l'épicerie, la mercerie, le chapelier, le boulanger, le boucher, le galochier, le cordonnier, l'apothicaire, le vannier, le coiffeur), son école et ses métiers (le chaumier, le cardeur, le bourrelier, le menuisier, le tonnelier, le charron, le forgeron, l'apiculteur). De plus, le musée héberge deux chevaux de trait du Nord. La visite s'achève à l'estaminet, " A La Gaieté", installé dans l'ancienne étable de la ferme, autour d'une bière régionale, de gaufres, d'un jus de pomme et de jeux traditionnels flamands.
Plusieurs journées à thèmes sont organisées sur l'année, tout comme une visite nocturne où l'on retrouve l'ambiance du temps passé, agrémentée parfois par le récit de conteurs. Le musée est devenu au fil du temps un lieu culturel incontournable du village, où se déroulent désormais régulièrement de nombreux spectacles éclectiques et de grande qualité, des manifestations thématiques et des expositions artistiques (peintures, photos, œuvres d'artistes locaux).

## Historique
Le musée est créé en 1984 par le Syndicat d'initiative et la commune de Steenwerck.

## Collections

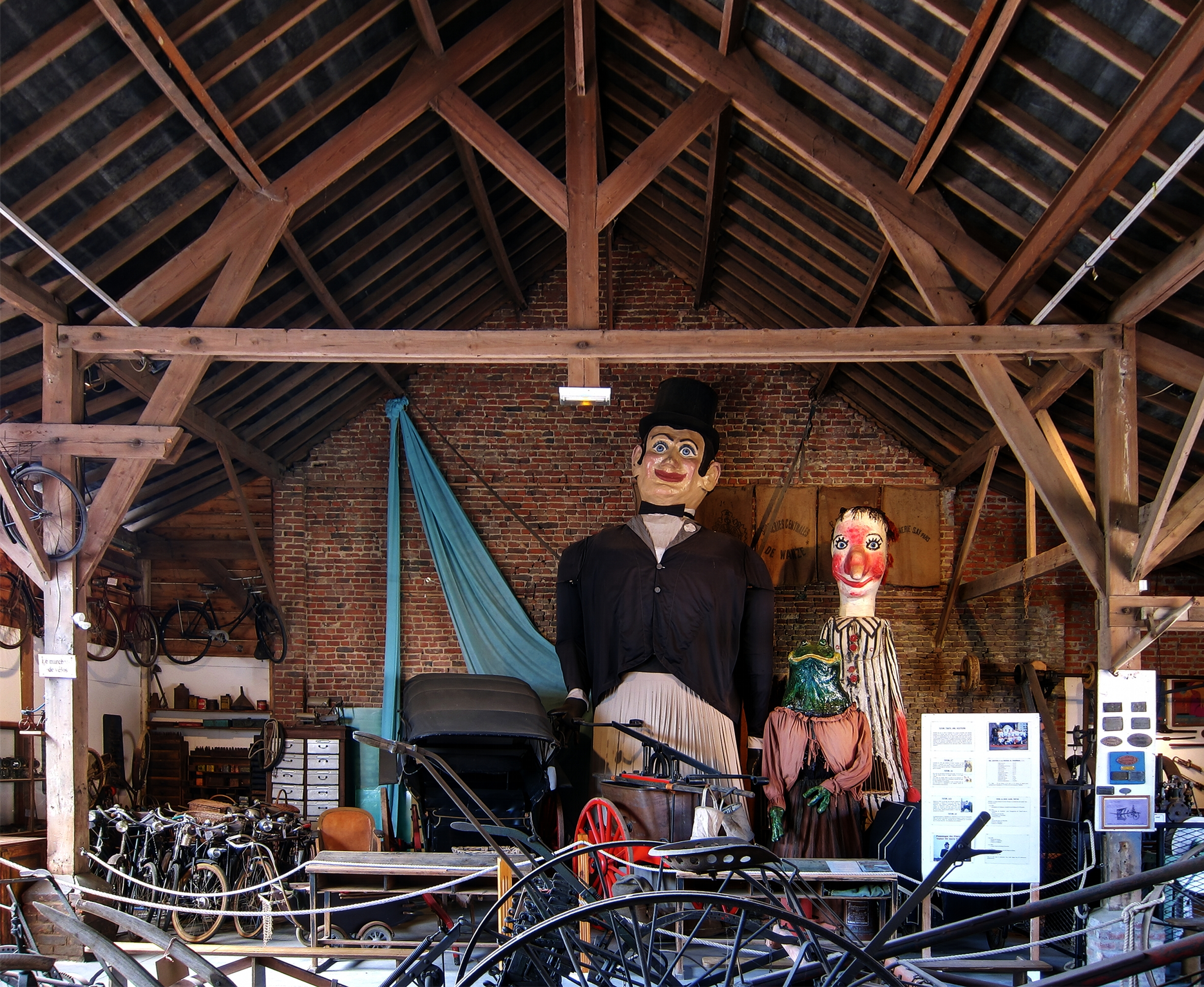
La grange

Le musée présente, sur 1 500 m2 d'exposition, 3 000 objets du quotidien entre 1850 et 1950 de la vie rurale au travers de l'activité de la ferme, la vie du village et ses métiers.
À l'extérieur, on trouve un arboretum ou jardin de curé.
Dans la grange veillent Totor, 3e du nom, et Irène au nez pointu, géants de la commune.